# El león (álbum de Manal)
El León es el segundo álbum de estudio del trío Manal (Alejandro Medina, Claudio Gabis y Javier Martínez) editado en 1971. Se trata de su segundo álbum de estudio, esta vez grabado con RCA, el mismo salió a la venta en 1971, y poco después la banda se disolvió.

## Historia
Tan solo meses después de publicado Manal, su primer disco de larga duración, el trío se desvinculó de Mandioca y firmó con la multinacional RCA, la cual editó casi inmediatamente un sencillo con los temas "Elena" y "Doña Laura". Una primera versión de "Elena" había sido registrada antes de la ruptura con el sello independiente en los Estudios TNT, y fue publicada más tarde en el álbum compilatorio Pidamos Peras a Mandioca, compuesto con canciones de varios artistas de Mandioca. La versión de RCA usó la misma base instrumental, pero algunos detalles de las guitarras y las voces se grabaron nuevamente en los Estudios ION, situados en la calle Hipólito Yrigoyen de la ciudad de Buenos Aires, donde también se grabó "Doña Laura". El 29 de octubre de 1970 el grupo entró a ese mismo estudio para grabar su segundo LP. Las sesiones se prolongaron hasta el 9 de noviembre, quedando registrados ocho canciones, siete compuestas por Javier Martínez y una, "Soy del Sol" por Alejandro Medina. El ingeniero de grabación fue Carlos Piriz.

## Características
En comparación con Manal, primer álbum del grupo, El León posee una sonoridad más roquera y está interpretado con más energía que su predecesor. Tanto los arreglos instrumentales como los vocales de Javier Martínez se inscriben en un estilo de rock más pesado. La guitarra explota casi invariablemente el timbre distorsionado, y la sección rítmica suena siempre en primer plano (por ejemplo en "Paula", una canción con un estilo parecido a "I Want You" de The Troggs o incluso a "Dazed and Confused" de Led Zeppelin). El álbum comienza con mayor velocidad, gracias a "No hay tiempo de más".
Aunque para muchos Manal es un trabajo más refinado que El León, los fanáticos del rock duro lo consideran como un álbum de igual calidad que el anterior. La reedición de 2004 por BMG Argentina añade cuatro pistas inéditas.

## Lista de canciones
Todas por Javier Martínez, excepto donde se indica.

| Lado A |                                |                     |          |  |
| N.º    | Título                         | Vocalista principal | Duración |  |
| 1.     | «No hay tiempo de más»         | Martínez            | 3:44     |  |
| 2.     | «Blues de la amenaza nocturna» | Martínez            | 3:35     |  |
| 3.     | «Soy del sol» (Medina)         | Medina              | 5:21     |  |
| 4.     | «Paula»                        | Martínez            | 5:55     |  |

| Lado B |                      |                     |          |  |
| N.º    | Título               | Vocalista principal | Duración |  |
| 5.     | «Si no hablo de mí»  | Martínez            | 4:49     |  |
| 6.     | «Hoy todo anda bien» | Martínez            | 3:16     |  |
| 7.     | «Mujer sin nombre»   | Martínez            | 1:46     |  |
| 8.     | «El león»            | Martínez            | 4:02     |  |

| Bonus tracks del lanzamiento en CD |                   |                     |          |  |
| N.º                                | Título            | Vocalista principal | Duración |  |
| 9.                                 | «Doña Laura»      | Martínez            | 2:10     |  |
| 10.                                | «Elena»           | Martínez            | 4:01     |  |
| 11.                                | «Vamos a la vida» | Martínez            | 2:12     |  |
| 12.                                | «Libre como ayer» | Martínez            | 3:31     |  |

- Tanto la versión de "Blues de la amenaza nocturna" como "Elena" (que apareció en las reediciones en CD) son las grabaciones de las sesiones del álbum de estudio El león de 1971, que difieren a las grabaciones de Mandioca.

## Créditos
Manal
- Claudio Gabis - Guitarras eléctricas
- Javier Martínez - Batería, percusión y voz
- Alejandro Medina - Bajo eléctrico y voz

Otros
- Ingeniero de grabación - Carlos Piriz.